# Application Configuration Access Protocol
Application Configuration Access Protocol (ACAP) – protokół do przechowywania i synchronizowania ogólnej konfiguracji i danych preferencji. Początkowo był opracowany tak żeby klienci IMAP mogli łatwo uzyskać dostęp do książek adresowych, opcji użytkownika i innych danych na centralnym serwerze i były utrzymywane w synchronizacji ze wszystkimi klientami.
Odbyły się dwie międzynarodowe konferencje jedna w Pittsburgh, PA, USA, a druga w lutym w 1998 w Qualcomm Incorporated, San Diego, Kalifornia, USA.
ACAP rozwinął się i obejmuje kilka innych obszarów, m.in. zarządzaniem zakładkami do przeglądania internetowych przeglądarek – jest skutecznym protokołem roaming dla internetowych aplikacji. ACAP jest używany w różnym stopniu przez co najmniej czterech klientów i trzy serwery, ale nigdy nie zyskał dostępu do globalnej sieci MindShare z Lightweight Directory Access Protocol lub SyncML. To pozornie prosty protokół, ale połączenie trzech kluczowych cech, danych hierarchicznych, drobnoziarnistej kontroli dostępu, oraz „konteksty” lub zapisanie wyszukiwania z powiadomieniem, spowodował poważne problemy dla osób wdrażających (lub realizujących) aplikacje. W przeciwieństwie do protokołu LDAP, ACAP został zaprojektowany do częstego pisania, tzn. bezładnego tryb dostępu (czyli klienci mogą przejść do trybu offline, a później ponownie go zsynchronizować), i tak dalej. Obsługuje też dziedziczenie danych, czasami znane jako separacja pionowa, który zapewnia łatwe tworzenie standardowych opcji.
IETF ACAP Grupa Robocza zaprzestała działalności w kwietniu 2004 r., opublikowała dwa dokumenty RFC, RFC 2244 ↓ („ACAP) i RFC 2245 ↓ („Anonimowy mechanizm SASL”).